# Jabir ibne Afla

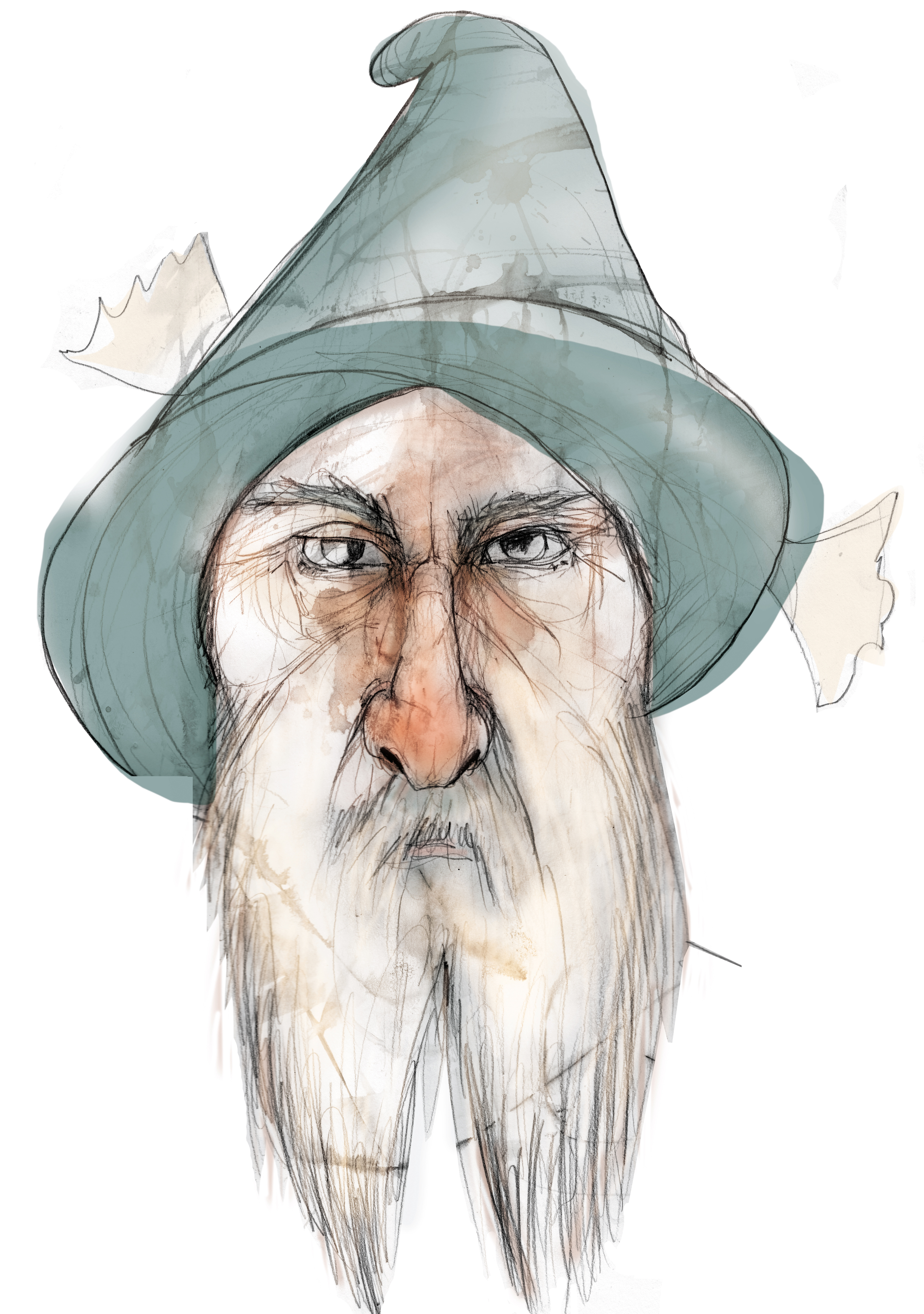
Imagem de Abu Maomé Jabir ibne Afla.

Abu Maomé Jabir ibne Afla (em árabe: أبو محمد جابر بن أفلح; romaniz.: Abu Muhammad Jabir ibn Aflah; fl. século XII), melhor conhecido pelo latinismo Geber, foi um astrônomo e matemático andalusino do século XII, ativo em Sevilha. Sua obra mais relevante foi um retrabalho do Almagesto de Ptolomeu em nove livros.